# Gölsen
Gölsen er en biflod til Traisen i Østrig i delstaten Niederösterreich og danner den sydlige grænse af Wienerwald.
Gölsen dannes i Hainfeld ved sammenløbet af de to kilder Fliederbach og Ramsaubach. Den flyder gennem byerne Hainfeld, Rohrbach ad der Gölsen, St. Veit an der Gölsen og udmunder i floden Traisen ved byen Traisen. Den kun 15 km lange flod flyder i øst-vest retning og overvinder på denne strækning en højdeforskel på kun 80 meter. Floden fører ofte højvande med sig, og der er derfor bygget flere små dæmninger langs floden. På grund af flodens bredde dannes ofte stenbanker ved lav vandstand.
Parallelt med floden er anlagt den asfalterede cykelrute Gölsentalradweg. Endvidere forløber jernbanen Leobersdorfer Bahn langs dele af floden og forbinder byerne Traisen og Hainfeld.
48°03′N 15°36′Ø / 48.05°N 15.6°Ø